# Cattedrali in Canada
Questa è una lista delle cattedrali in Canada.

## Province

### Alberta
| Città       | Cattedrale                            | Chiesa                                    | Arcidiocesi o Diocesi            | Immagine |
| ----------- | ------------------------------------- | ----------------------------------------- | -------------------------------- | -------- |
| Calgary     | Cattedrale di Santa Maria             | Chiesa cattolica                          | Diocesi di Calgary               |          |
| Calgary     | Cattedrale del Redentore              | Chiesa anglicana del Canada               | Diocesi anglicana di Calgary     |          |
| Edmonton    | Cattedrale di Tutti i Santi           | Chiesa anglicana del Canada               | Diocesi anglicana di Edmonton    |          |
| Edmonton    | Cattedrale ortodossa di Tutti i Santi | Chiesa ortodossa del Canada               |                                  |          |
| Edmonton    | Cattedrale di Santa Barbara           | Chiesa ortodossa russa                    | Patriarcato di Mosca             |          |
| Edmonton    | Cattedrale di San Giuseppe            | Chiesa cattolica                          | Arcidiocesi di Edmonton          |          |
| Edmonton    | Cattedrale di San Giosafat            | Chiesa greco-cattolica ucraina            | Eparchia di Edmonton             |          |
| Edmonton    | Cattedrale di San Giovanni            | Chiesa ortodossa ucraina del Canada       | Eparchia occidentale             |          |
| Edmonton    | Cattedrale di San Vladimiro           | Chiesa ortodossa russa fuori dalla Russia | Eparchia di Canada               |          |
| McLennan    | Cattedrale di San Giovanni Battista   | Chiesa cattolica                          | Arcidiocesi di Grouard-McLennan  |          |
| Peace River | Cattedrale di San Giacomo             | Chiesa anglicana del Canada               | Diocesi anglicana di Athabasca   |          |
| Saint Paul  | Cattedrale di San Paolo               | Chiesa cattolica                          | Diocesi di Saint Paul in Alberta |          |

### Columbia Britannica
| Città           | Cattedrale                                   | Chiesa                                  | Arcidiocesi o Diocesi                      | Immagine |
| --------------- | -------------------------------------------- | --------------------------------------- | ------------------------------------------ | -------- |
| Kamloops        | Cattedrale del Sacro Cuore                   | Chiesa cattolica                        | Diocesi di Kamloops                        |          |
| Kamloops        | Cattedrale di San Paolo                      | Chiesa anglicana del Canada             | Parrocchie anglicane del Central Interior  |          |
| Kelowna         | Cattedrale di San Michele e tutti gli Angeli | Chiesa anglicana del Canada             | Diocesi anglicana di Kootenay              |          |
| Nelson          | Cattedrale di Maria Immacolata               | Chiesa cattolica                        | Diocesi di Nelson                          |          |
| Nelson          | Cattedrale del Santo Salvatore               | Chiesa anglicana del Canada             | Diocesi anglicana di Kootenay              |          |
| New Westminster | ex-Cattedrale della Santa Trinità            | Chiesa anglicana del Canada             | Diocesi anglicana di New Westminster       |          |
| Prince George   | Cattedrale del Sacro Cuore                   | Chiesa cattolica                        | Diocesi di Prince George                   |          |
| Prince Rupert   | Cattedrale di Sant'Andrea                    | Chiesa anglicana del Canada             | Diocesi anglicana di Caledonia             |          |
| Vancouver       | Cattedrale di Christ Church                  | Chiesa anglicana del Canada             | Diocesi anglicana di New Westminster       |          |
| Vancouver       | Cattedrale del Santo Rosario                 | Chiesa cattolica                        | Arcidiocesi di Vancouver                   |          |
| Vancouver       | Cattedrale della Santa Eucaristia            | Chiesa greco-cattolica ucraina          | Eparchia di New Westminster                |          |
| Vancouver       | Cattedrale ortodossa della Santa Trinità     | Chiesa ortodossa ucraina del Canada     | Eparchia Occidentale                       |          |
| Vancouver       | Cattedrale ortodossa di San Giorgio          | Patriarcato ecumenico di Costantinopoli | Metropolia di Toronto e di tutto il Canada |          |
| Victoria        | Cattedrale di Sant'Andrea                    | Chiesa cattolica                        | Diocesi di Victoria                        |          |
| Victoria        | Cattedrale di Christ Church                  | Chiesa anglicana del Canada             | Diocesi anglicana di British Columbia      |          |
| Victoria        | Cattedrale di San Giovanni Evangelista       | Chiesa anglicana cattolica del Canada   |                                            |          |

### Isola del Principe Edoardo
| Città         | Cattedrale                 | Chiesa                                | Arcidiocesi o Diocesi    | Immagine |
| ------------- | -------------------------- | ------------------------------------- | ------------------------ | -------- |
| Charlottetown | Cattedrale di San Dunstano | Chiesa cattolica                      | Diocesi di Charlottetown |          |
| Charlottetown | Cattedrale di San Pietro   | Chiesa anglicana cattolica del Canada |                          |          |

### Manitoba
| Città     | Cattedrale                                                       | Chiesa                              | Arcidiocesi o Diocesi               | Immagine |
| --------- | ---------------------------------------------------------------- | ----------------------------------- | ----------------------------------- | -------- |
| Brandon   | Cattedrale di San Matteo                                         | Chiesa anglicana del Canada         | Diocesi anglicana di Brandon        |          |
| Churchill | Cattedrale dei Santi Martiri Canadesi e della Regina dei Martiri | Chiesa cattolica                    | Diocesi di Churchill-Baia di Hudson |          |
| The Pas   | Cattedrale di Nostra Signora del Sacro Cuore                     | Chiesa cattolica                    | Arcidiocesi di Keewatin-Le Pas      |          |
| Winnipeg  | Cattedrale di San Bonifacio                                      | Chiesa cattolica                    | Arcidiocesi di Saint-Boniface       |          |
| Winnipeg  | Cattedrale di San Giovanni                                       | Chiesa anglicana del Canada         | Diocesi anglicana di Rupert's Land  |          |
| Winnipeg  | Cattedrale di Santa Maria                                        | Chiesa cattolica                    | Arcidiocesi di Winnipeg             |          |
| Winnipeg  | Cattedrale dei Santi Vladimiro ed Olga                           | Chiesa greco-cattolica ucraina      | Arcieparchia di Winnipeg            |          |
| Winnipeg  | Cattedrale ortodossa della Santa Trinità                         | Chiesa ortodossa ucraina del Canada | Eparchia centrale                   |          |

### Nuova Scozia
| Città      | Cattedrale                     | Chiesa                      | Arcidiocesi o Diocesi                                          | Immagine |
| ---------- | ------------------------------ | --------------------------- | -------------------------------------------------------------- | -------- |
| Antigonish | Cattedrale di San Niniano      | Chiesa cattolica            | Diocesi di Antigonish                                          |          |
| Halifax    | Cattedrale di Tutti i Santi    | Chiesa anglicana del Canada | Diocesi anglicana di Nuova Scozia e Isola del Principe Edoardo |          |
| Halifax    | Cattedrale di Santa Maria      | Chiesa cattolica            | Arcidiocesi di Halifax-Yarmouth                                |          |
| Yarmouth   | Concattedrale di Sant'Ambrogio | Chiesa cattolica            | Arcidiocesi di Halifax-Yarmouth                                |          |

### Nuovo Brunswick
| Città       | Cattedrale                                   | Chiesa                      | Arcidiocesi o Diocesi            | Immagine |
| ----------- | -------------------------------------------- | --------------------------- | -------------------------------- | -------- |
| Bathurst    | Cattedrale del Sacro Cuore                   | Chiesa cattolica            | Diocesi di Bathurst              |          |
| Edmundston  | Cattedrale dell'Immacolata Concezione        | Chiesa cattolica            | Diocesi di Edmundston            |          |
| Fredericton | Cattedrale di Christ Church                  | Chiesa anglicana del Canada | Diocesi anglicana di Fredericton |          |
| Moncton     | Cattedrale di Nostra Signora dell'Assunzione | Chiesa cattolica            | Arcidiocesi di Moncton           |          |
| Saint John  | Cattedrale dell'Immacolata Concezione        | Chiesa cattolica            | Diocesi di Saint John            |          |

### Saskatchewan
| Città         | Cattedrale                                     | Chiesa                              | Arcidiocesi o Diocesi             | Immagine |
| ------------- | ---------------------------------------------- | ----------------------------------- | --------------------------------- | -------- |
| Gravelbourg   | Concattedrale dell'Assunzione di Maria Vergine | Chiesa cattolica                    | Arcidiocesi di Regina             |          |
| Muenster      | Concattedrale di San Pietro                    | Chiesa cattolica                    | Diocesi di Saskatoon              |          |
| Prince Albert | Cattedrale del Sacro Cuore di Gesù             | Chiesa cattolica                    | Diocesi di Prince Albert          |          |
| Prince Albert | Cattedrale di Sant'Albano                      | Chiesa anglicana del Canada         | Diocesi anglicana di Saskatchewan |          |
| Qu'Appelle    | Pro-Cattedrale di San Pietro                   | Chiesa anglicana del Canada         | Diocesi anglicana di Qu'Appelle   |          |
| Regina        | Cattedrale del Santo Rosario                   | Chiesa cattolica                    | Arcidiocesi di Regina             |          |
| Regina        | Cattedrale di San Paolo                        | Chiesa anglicana del Canada         | Diocesi anglicana di Qu'Appelle   |          |
| Regina        | Cattedrale ortodossa di San Giorgio            | Chiesa ortodossa rumena             | Arcieparchia delle Americhe       |          |
| Saskatoon     | Cattedrale di San Paolo                        | Chiesa cattolica                    | Diocesi di Saskatoon              |          |
| Saskatoon     | Cattedrale della Sacra Famiglia                | Chiesa cattolica                    | Diocesi di Saskatoon              |          |
| Saskatoon     | Cattedrale di San Giovanni Evangelista         | Chiesa anglicana del Canada         | Diocesi anglicana di Saskatoon    |          |
| Saskatoon     | Cattedrale di San Giorgio                      | Chiesa greco-cattolica ucraina      | Eparchia di Saskatoon             |          |
| Saskatoon     | Cattedrale ortodossa della Santa Trinità       | Chiesa ortodossa ucraina del Canada | Eparchia centrale                 |          |

### Terranova e Labrador
| Città               | Cattedrale                                                       | Chiesa                      | Arcidiocesi o Diocesi                                | Immagine |
| ------------------- | ---------------------------------------------------------------- | --------------------------- | ---------------------------------------------------- | -------- |
| Corner Brook        | Cattedrale del Santissimo Redentore e dell'Immacolata Concezione | Chiesa cattolica            | Diocesi di Corner Brook-Labrador                     |          |
| Corner Brook        | Cattedrale di San Giovanni Evangelista                           | Chiesa anglicana del Canada | Diocesi anglicana di Western Newfoundland            |          |
| Harbour Grace       | ex-Cattedrale dell'Immacolata Concezione                         | Chiesa cattolica            | Diocesi di Grand Falls                               |          |
| Gander              | Cattedrale di San Martino                                        | Chiesa anglicana del Canada | Diocesi anglicana di Central Newfoundland            |          |
| Grand Falls-Windsor | Cattedrale dell'Immacolata Concezione                            | Chiesa cattolica            | Diocesi di Grand Falls                               |          |
| Labrador City       | ex-Cattedrale di Nostra Signora del Perpetuo Soccorso            | Chiesa cattolica            | Diocesi di Corner Brook-Labrador                     |          |
| St. John's          | Cattedrale di San Giovanni Battista                              | Chiesa cattolica            | Arcidiocesi di Saint John's                          |          |
| St. John's          | Cattedrale di San Giovanni Battista                              | Chiesa anglicana del Canada | Diocesi anglicana di Eastern Newfoundland e Labrador |          |

## Territori

### Nunavut
| Città   | Cattedrale              | Chiesa                      | Arcidiocesi o Diocesi         | Immagine |
| ------- | ----------------------- | --------------------------- | ----------------------------- | -------- |
| Iqaluit | Cattedrale di San Giuda | Chiesa anglicana del Canada | Diocesi anglicana dell'Artico |          |

### Territori del Nord-Ovest
| Città      | Cattedrale                 | Chiesa           | Arcidiocesi o Diocesi           | Immagine |
| ---------- | -------------------------- | ---------------- | ------------------------------- | -------- |
| Fort Smith | Cattedrale di San Giuseppe | Chiesa cattolica | Diocesi di Mackenzie-Fort Smith |          |

### Yukon
| Città      | Cattedrale                 | Chiesa                      | Arcidiocesi o Diocesi      | Immagine |
| ---------- | -------------------------- | --------------------------- | -------------------------- | -------- |
| Whitehorse | Cattedrale del Sacro Cuore | Chiesa cattolica            | Diocesi di Whitehorse      |          |
| Whitehorse | Cattedrale di Christchurch | Chiesa anglicana del Canada | Diocesi anglicana di Yukon |          |